# Clemente Sánchez
Clemente Sánchez (* 9. Juli 1947 in Monterrey, Mexiko; † 25. Dezember 1978) war ein mexikanischer Boxer im Federgewicht.

## Profi
Er begann seine Profikarriere im Jahre 1963 und gewann seine ersten beiden Kämpfe jeweils nach Punkten. Seinen dritten Kampf verlor er gegen Frankie Gutierrez über 10 Runden nach Punkten. 
Am 19. Mai 1972 gewann er den WBC-Weltmeisterschaftstitel, als er den Japaner Kuniaki Shibata in einem auf 15 Runden angesetzten Kampf bereits in der dritten Runde schwer k.o. schlug. Er verlor den Gürtel im Dezember desselben Jahre an José Legrá durch T.K.o. in der 10. Runde.
Im Jahre 1975 beendete er seine Karriere.